# 뱁새의 꿈
《뱁새의 꿈》은 1989년 3월 19일에 MBC TV에서 방영되었던 베스트셀러극장이다.

## 줄거리
여교사가 미녀 선발대회 출사표 던져
국민학교(지금의 초등학교) 여교사 미자는 평화로운 자신의 인생에 회의를 느끼던 중 미스코리아 지역 예선에 출사표를 던진다.
당당히 진으로 선발되자 교장 선생님한테 사직서를 낸 뒤 집안 식구들의 만류에도 불구하고 본선 대회에까지 출사표를 던지려 한다.
미자는 예전에 사귀던 남자 친구하고도 결별을 선언하면서까지 미스코리아가 되기 위해 물불을 가리지 않는다.
이런 미자에게 갖가지 유혹의 손길이 뻗치게 되고 급기야는 무리수를 쓰다가 미스코리아가 되기도 전에 결국 몸만 망치게 되는데...

## 출연
- 김도연
- 강남길
- 김용건
- 김인문
- 전원주
- 이원재
- 권재희
- 홍성선
- 이경순
- 윤순홍
- 한송이
- 이석구
- 김지영
- 최덕수
- 이원열
- 주영선
- 김태흥
- 남궁기철, 노현용(아역)